# Vòng loại Giải vô địch bóng đá U-16 châu Á 2000
Vòng loại Giải vô địch bóng đá U-16 châu Á 2000

### Bảng 1
Tất cả các trận đấu diễn ra tại Bawsher, Muscat, Oman
| Đội         | Điểm | Trận | Thắng | Hòa | Thua | Bàn thắng | Bàn thua |
| ----------- | ---- | ---- | ----- | --- | ---- | --------- | -------- |
| Oman        | 7    | 3    | 2     | 1   | 0    | 4         | 0        |
| Iraq        | 4    | 3    | 1     | 1   | 1    | 6         | 3        |
| Ả Rập Xê Út | 2    | 3    | 0     | 2   | 1    | 3         | 5        |
| UAE         | 2    | 3    | 0     | 2   | 1    | 2         | 7        |

27 tháng 7
| Oman | 0 - 0 | UAE |

| Ả Rập Xê Út | 1 - 1 | Iraq |

29 tháng 7
| UAE | 2 - 2 | Ả Rập Xê Út |

| Oman | 2 - 0 | Iraq |

31 tháng 7
| Iraq | 5 - 0 | UAE |

| Oman | 2 - 0 | Ả Rập Xê Út |

### Bảng 2
Tất cả các trận đấu diễn ra tại Bahrain
| Đội        | Điểm    | Trận    | Thắng   | Hòa     | Thua    | Bàn thắng | Bàn thua |
| ---------- | ------- | ------- | ------- | ------- | ------- | --------- | -------- |
| Kuwait     | 9       | 3       | 3       | 0       | 0       | 10        | 2        |
| Tajikistan | 6       | 3       | 2       | 0       | 1       | 6         | 4        |
| Bahrain    | 3       | 3       | 1       | 0       | 2       | 7         | 7        |
| Jordan     | 0       | 3       | 0       | 0       | 3       | 3         | 13       |
| Yemen      | Rút lui | Rút lui | Rút lui | Rút lui | Rút lui | Rút lui   | Rút lui  |

20 tháng 7
| Bahrain | 2 - 3 | Tajikistan |

| Jordan | 1 - 6 | Kuwait |

22 tháng 7
| Bahrain | 4 - 1 | Jordan |

| Tajikistan | 0 - 1 | Kuwait |

24 tháng 7
| Tajikistan | 3 - 1 | Jordan |

| Bahrain | 1 - 3 | Kuwait |

### Bảng 3
Tất cả các trận đấu diễn ra tại Tehran, Iran
| Đội        | Điểm | Trận | Thắng | Hòa | Thua | Bàn Thắng | Bàn Thua |
| ---------- | ---- | ---- | ----- | --- | ---- | --------- | -------- |
| Iran       | 12   | 4    | 4     | 0   | 0    | 23        | 1        |
| Qatar      | 7    | 4    | 2     | 1   | 1    | 16        | 5        |
| Kazakhstan | 7    | 4    | 2     | 1   | 1    | 16        | 11       |
| Liban      | 3    | 4    | 1     | 0   | 3    | 9         | 13       |
| Kyrgyzstan | 0    | 4    | 0     | 0   | 4    | 5         | 39       |

23 tháng 6
| Kazakhstan | 1 - 1 | Qatar |

| Iran | 11 - 1 | Kyrgyzstan |

25 tháng 6
| Liban | 2 - 4 | Qatar |

| Iran | 8 - 0 | Kazakhstan |

27 tháng 6
| Kyrgyzstan | 2 - 10 | Kazakhstan |

| Iran | 2 - 0 | Liban |

29 tháng 6
| Qatar | 11 - 0 | Kyrgyzstan |

| Liban | 0 - 5 | Kazakhstan |

1 tháng 7
| Liban | 7 - 2 | Kyrgyzstan |

| Iran | 2 - 0 | Qatar |

### Bảng 4
Tất cả các trận đấu diễn ra tại Calcutta, Ấn Độ
| Đội        | Điểm    | Trận    | Thắng   | Hòa     | Thua    | Bàn thắng | Bàn thua |
| ---------- | ------- | ------- | ------- | ------- | ------- | --------- | -------- |
| Bangladesh | 7       | 3       | 2       | 1       | 0       | 4         | 2        |
| Ấn Độ      | 6       | 3       | 2       | 0       | 1       | 9         | 1        |
| Pakistan   | 2       | 3       | 0       | 2       | 1       | 3         | 9        |
| Sri Lanka  | 1       | 3       | 0       | 1       | 2       | 1         | 5        |
| Bhutan     | Rút lui | Rút lui | Rút lui | Rút lui | Rút lui | Rút lui   | Rút lui  |

20 tháng 7
| Ấn Độ | 6 - 0 | Pakistan |

21 tháng 7
| Sri Lanka | 0 - 1 | Bangladesh |

23 tháng 7
| Ấn Độ | 3 - 0 | Sri Lanka |

24 tháng 7
| Bangladesh | 2 - 2 | Pakistan |

26 tháng 7
| Ấn Độ | 0 - 1 | Bangladesh |

27 tháng 7
| Pakistan | 1 - 1 | Sri Lanka |

### Bảng 5
Tất cả các trận đấu diễn ra tại Kathmandu, Nepal
| Đội          | Điểm | Trận | Thắng | Hòa | Thua | Bàn thắng | Bàn thua |
| ------------ | ---- | ---- | ----- | --- | ---- | --------- | -------- |
| Nepal        | 9    | 3    | 3     | 0   | 0    | 15        | 3        |
| Uzbekistan   | 6    | 3    | 2     | 0   | 1    | 7         | 3        |
| Maldives     | 3    | 3    | 1     | 0   | 2    | 5         | 14       |
| Turkmenistan | 0    | 3    | 0     | 0   | 3    | 6         | 13       |

10 tháng 6
| Turkmenistan | 0 - 3 | Uzbekistan |

| Nepal | 7 - 0 | Maldives |

12 tháng 6
| Uzbekistan | 4 - 0 | Maldives |

| Turkmenistan | 3 - 5 | Nepal |

14 tháng 6
| Turkmenistan | 3 - 5 | Maldives |

| Nepal | 3 - 0 | Uzbekistan |

### Bảng 6
Tất cả các trận đấu diễn ra tại Băng Cốc, Thái Lan
| Đội               | Điểm | Trận | Thắng | Hòa | Thua | Bàn thắng | Bàn thua |
| ----------------- | ---- | ---- | ----- | --- | ---- | --------- | -------- |
| Thái Lan          | 9    | 3    | 3     | 0   | 0    | 11        | 0        |
| Campuchia         | 4    | 3    | 1     | 1   | 1    | 6         | 3        |
| Hồng Kông         | 4    | 3    | 1     | 1   | 1    | 5         | 5        |
| Đài Bắc Trung Hoa | 0    | 3    | 0     | 0   | 3    | 0         | 14       |

22 tháng 5
| Thái Lan | 5 - 0 | Đài Bắc Trung Hoa |

| Hồng Kông | 1 - 1 | Campuchia |

24 tháng 5
| Thái Lan | 2 - 0 | Campuchia |

| Hồng Kông | 4 - 0 | Đài Bắc Trung Hoa |

26 tháng 5
| Thái Lan | 4 - 0 | Hồng Kông |

| Đài Bắc Trung Hoa | 0 - 5 | Campuchia |

### Bảng 7
Tất cả các trận đấu diễn ra tại Seoul, Hàn Quốc
| Đội        | Điểm | Trận | Thắng | Hòa | Thua | Bàn thắng | Bàn thua |
| ---------- | ---- | ---- | ----- | --- | ---- | --------- | -------- |
| Trung Quốc | 7    | 3    | 2     | 1   | 0    | 33        | 2        |
| Hàn Quốc   | 7    | 3    | 2     | 1   | 0    | 30        | 2        |
| Brunei     | 3    | 3    | 1     | 0   | 2    | 6         | 27       |
| Mông Cổ    | 0    | 3    | 0     | 0   | 3    | 0         | 38       |

22 tháng 5
| Trung Quốc | 19 - 0 | Mông Cổ |

| Hàn Quốc | 15 - 0 | Brunei |

24 tháng 5
| Brunei | 0 - 12 | Trung Quốc |

| Mông Cổ | 0 - 13 | Hàn Quốc |

26 tháng 5
| Brunei | 6 - 0 | Mông Cổ |

| Hàn Quốc | 2 - 2 | Trung Quốc |

### Bảng 8
Tất cả các trận đấu diễn ra tại Nagoya, Nhật Bản
| Đội         | Điểm | Trận | Thắng | Hòa | Thua | Bàn thắng | Bàn thua |
| ----------- | ---- | ---- | ----- | --- | ---- | --------- | -------- |
| Nhật Bản    | 9    | 3    | 3     | 0   | 0    | 33        | 2        |
| Indonesia   | 6    | 3    | 2     | 0   | 1    | 15        | 16       |
| Singapore   | 3    | 3    | 1     | 0   | 2    | 14        | 12       |
| Philippines | 0    | 3    | 0     | 0   | 3    | 1         | 33       |

21 tháng 6
| Indonesia | 6 - 4 | Singapore |

| Nhật Bản | 16 - 0 | Philippines |

23 tháng 6
| Indonesia | 8 - 1 | Philippines |

| Nhật Bản | 6 - 1 | Singapore |

25 tháng 6
| Singapore | 9 - 0 | Philippines |

| Nhật Bản | 11 - 1 | Indonesia |

### Bảng 9
Tất cả các trận đấu diễn ra tại Yangon, Myanmar
| Đội      | Điểm | Trận | Thắng | Hòa | Thua | Bàn thắng | Bàn thua |
| -------- | ---- | ---- | ----- | --- | ---- | --------- | -------- |
| Myanmar  | 9    | 3    | 3     | 0   | 0    | 30        | 1        |
| Malaysia | 6    | 3    | 2     | 0   | 1    | 18        | 3        |
| Lào      | 3    | 3    | 1     | 0   | 2    | 23        | 4        |
| Guam     | 0    | 3    | 0     | 0   | 3    | 0         | 63       |

8 tháng 6
| Lào | 1 - 2 | Malaysia |

| Myanmar | 26 - 0 | Guam |

10 tháng 6
| Malaysia | 1 - 2 | Myanmar |

| Guam | 0 - 22 | Lào |

12 tháng 6
| Myanmar | 2 - 0 | Lào |

| Guam | 0 - 15 | Malaysia |

### Các đội tham dự vòng chung kết
- Bangladesh
- Trung Quốc
- Iran
- Oman
- Nhật Bản
- Kuwait
- Myanmar
- Nepal
- Thái Lan
- Việt Nam (chủ nhà)